# Супероксиддисмутаза-1
Супероксиддисмутаза-1 (СОД1,  англ. superoxide dismutase 1, SOD1) — антиоксидантный фермент, одна из трёх супероксиддисмутаз человека, кодируемая геном SOD1. Фермент защищает внутриклеточное пространство от супероксид-анионов, катализируя их превращение в молекулярный кислород и пероксид водорода.
В активном центре СОД1 содержится атом меди. Кроме этого, для стабилизации структуры белка необходим цинк, поэтому эту супероксиддисмутазу часто обозначают Cu,Zn-SOD.
Альтернативный сплайсинг приводит к образованию пяти форм фермента, различающихся по своей локализации в организме.

## Животные модели
Мышь G93A (G93A mouse) является моделью бокового амиотрофического склероза.

## Клиническое значение
От 15 % до 20 % случаев бокового амиотрофического склероза ассоциированы с мутациями гена SOD1.
Отмечены делеции в гене SOD1 в двух различных семьях с наследственным семейным кератоконусом.
В небольшом исследовании 18 семей с кератоконусом не было отмечено связи как с SOD1, так и с другим геном-кандидатом, VSX1. Не отмечено патогенных мутаций данных генов при кератоконусе и в крупном исследовании 2009 года, что может говорить о гетерогенности кератоконуса.
Прогностически неблагоприятные аллели обнаружены у 20% американцев и британцев, а также у 40-50% японцев.